# Stephen Neale
Stephen Roy Albert Neale (9 gennaio 1958) è un linguista britannico, "Kornblith Family Chair in Science and Values" presso il Graduate Center CUNY, City University of New York.
È un esperto di filosofia del linguaggio e ha scritto ampiamente sul significato e sull'interpretazione. Ha anche pubblicato dei lavori sulla storia della filosofia analitica ed è una delle maggiori autorità sulla teoria delle descrizioni di Bertrand Russell, sulle filosofie di Paul Grice e di Donald Davidson e sulle complessità delle argomentazioni formali della logica conosciute come ‘slingshot’. I suoi lavori più conosciuti sono i libri Descriptions (1990) e Facing Facts (2001), e gli articoli “Meaning, Grammar and Indeterminacy” (1987) e “Term Limits” (1993).

## Carriera accademica
Attualmente lavora presso la CUNY, dove è Professore di Filosofia presso la Rutgers University, (1999-2007). In passato è stato Professore di Filosofia presso l'Università di Berkeley (1990-1999), presso il Birkbeck College, University of London (1996-1997), e presso la Princeton University (1988-1990).
Ha completato il dottorato di ricerca (PhD) in filosofia nel 1988 alla Stanford University, dove John Perry era il suo relatore. Ha ricevuto il Guggenheim Fellowship nel 2002. È stato Borsista National Endowment for the Humanities nel 1998, e Borsista Rockefeller Foundation Scholar-in-Residence nel 1995.
Inoltre è stato visiting professor e borsista presso diverse istituzioni universitarie: Stanford, Oxford, Londra, Oslo, Stoccolma e in Islanda.

## Lavoro
Il lavoro di Neale riguarda soprattutto la filosofia del linguaggio, intesa in senso esteso in modo da intersecare significativamente con la linguistica generativa, la filosofia della mente, le scienze cognitive, la logica filosofica, la metafisica, la teoria dell'interpretazione legale e la teoria letteraria. I problemi filosofici circa l'interpretazione, il contesto, la struttura e la rappresentazione costituiscono il fulcro del lavoro di Neale. Ha difeso fortemente la teoria delle descrizioni di Russell, le teorie descrittive dell'anafora, la teoria del significato basato sulle intenzioni di Paul Grice, e un approccio generale al significato e all'interpretazione, che lui stesso denomina un ‘pragmatismo linguistico'.  Il suo lavoro più autorevole finora riguarda la sottodeterminazione e l'indeterminatezza associate agli usi delle cosiddette descrizioni incomplete (un tema che attraversa buona parte del suo lavoro, dal libro Descriptions fino agli articoli “This, That and the Other” e “A Century Later” del 2005), e un argomento "slingshot" usato originariamente da Kurt Gödel (esaminato nel libro Facing Facts). Neale è un intenzionalista e un pragmatista per quanto riguarda l'interpretazione del discorso sia orale che scritto, e a questo riguardo il suo lavoro è fortemente radicato nella tradizione di Grice. Mentre probabilmente segue la linea di Quine per quanto riguarda l'indeterminatezza nel campo del significato, Neale segue Noam Chomsky nel suo approccio empirico alla sintassi e alla rappresentazione mentale.  Certi aspetti della teoria sintattica e della logica formale sono importanti in alcuni suoi lavori.  Per quanto riguarda la verità, una posizione da realista (piuttosto che da pragmatista) pervade i suoi lavori, sebbene sia apertamente agnostico per quanto riguarda il valore esplicativo dei richiami a fatti individuali in discorsi filosofici sulla verità.

### Interpretazione
Un interesse per il concetto di interpretazione sta alla base del lavoro di Neale.  Le spiegazioni tradizionali dell'interpretazione non sono soddisfacenti, secondo lui, a causa di (1) una mancata interazione corretta con l'asimmetria epistemica delle situazioni in cui si trovano i produttori e i consumatori della lingua; (2) come conseguenza, una distinzione inadeguata fra il problema metafisico di che cosa determina ciò che intende chi parla o scrive in un dato momento, dal problema epistemologico di come quel significato particolare viene determinato; (3) un mancato apprezzamento della rigidità dei vincoli per quanto riguarda la formazione delle intenzioni linguistiche; (4) una mancata comprensione delle forme pervasive di sottodeterminazione (come quelle studiate dai pragmatisti e dai teorici della rilevanza); (5) un mancato riconoscimento del fatto che una vera indeterminatezza del tipo associato a ciò che sottintende chi scrive e chi parla, può anche avere un effetto su quello che dice (ad esempio usando delle descrizioni definite incomplete); (6) una fiducia inappropriata in nozioni formali di contesto derivanti dagli indicali logici; (7) una fede ingiustificata in nozioni trascendenti di “ciò che viene detto”, “ciò che viene sottinteso” e “ciò a cui si fa riferimento”; e (8) un'abbastanza generalizzata sovrastima del ruolo che la semantica composizionale tradizionale può avere nello spiegare come gli esseri umani usano la lingua per rappresentare il mondo e per comunicare.  Questo pacchetto mette Neale in contrasto con i relativisti e i post-strutturalisti per quanto riguarda certi problemi, e con i semantici formali per quanto riguarda altri.

### Influenze
Hanno avuto un'influenza importante sul lavoro di Neale: John Langshaw Austin, Noam Chomsky, Donald Davidson, Gareth Evans, Jerry Fodor, Paul Grice, Saul Kripke, John Perry, W. V. O. Quine, Bertrand Russell, Dan Sperber e Deirdre Wilson.
Neale ha diretto il lavoro di dottorato di, fra altri, i seguenti filosofi del linguaggio: Herman Cappelen (University of Oslo), Josh Dever (University of Texas, Austin), Eli Dresner (Tel Aviv University), e Angel Pinillos (Arizona State University).

## Opere

### Libri
- Descriptions MIT Press, 1993. (prima pubblicazione 1990.) ISBN 0-262-64031-7
- Facing Facts Oxford University Press, 2002. (prima pubblicazione 2001.) ISBN 0-19-924715-3
- Mind. (a cura di) Edizione speciale in commemorazione del 100º anniversario della pubblicazione di "On Denoting" di Russell Oxford University Press, 2005.

### Articoli
- On Location. In Situating Semantics: Essays in Honour of John Perry. MIT Press 2007, pp. 251–393.
- Pragmatism and Binding. In Semantics versus Pragmatics. Oxford University Press, 2005, pp. 165–286.
- A Century Later. In Mind 114, 2005, pp. 809–871.
- This, That, and the Other. In Descriptions and Beyond. Oxford University Press, 2004, pp. 68–182.
- No Plagiarism Here. Times Literary Supplement. 9 febbraio, 2001, pp. 12–13.
- Meaning, Truth, Ontology. In Interpreting Davidson. Stanford: CSLI, (2001) pp. 155–197.
- On Representing". In The Library of Living Philosophers: Donald Davidson. L. E. Hahn (ed.), Illinois: Open Court, (1999) pp. 656–669
- Coloring and Composition. In Philosophy and Linguistics Boulder: Westview Press, 1999, pp. 35–82.
- Context and Communication. In Readings in the Philosophy of Language. Cambridge: MIT Press (1997), pp. 415–474.
- Logical Form and LF. In Noam Chomsky: Critical Assessments Routledge, 1993, pp. 788–838.
- Term Limits. Philosophical Perspectives 7, 1993, pp. 89–124.
- Paul Grice and the Philosophy of Language. Linguistics and Philosophy15, 5, 1992, pp. 509–59.
- Descriptive Pronouns and Donkey Anaphora. Journal of Philosophy 87, 3, 1990, pp. 113–150.
- Meaning, Grammar, and Indeterminacy. Dialectica 41, 4, 1987, pp. 301–19.